# Tourcelles-Chaumont
Pour les articles homonymes, voir Chaumont.
Tourcelles-Chaumont est une commune française, située dans le département des Ardennes en région Grand Est.

## Géographie
|             | Quilly              | Grivy-Loisy      |
| Leffincourt | Tourcelles-Chaumont |                  |
|             | Bourcq              | Mars-sous-Bourcq |

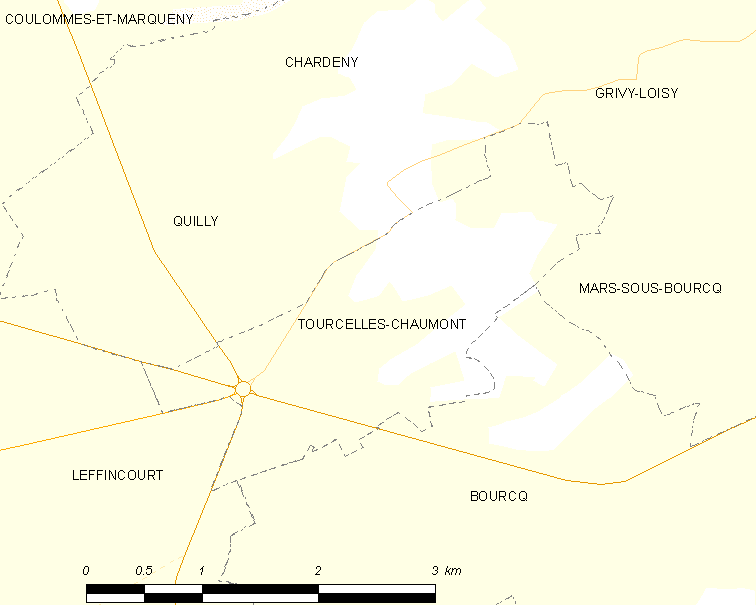
Carte de la commune.
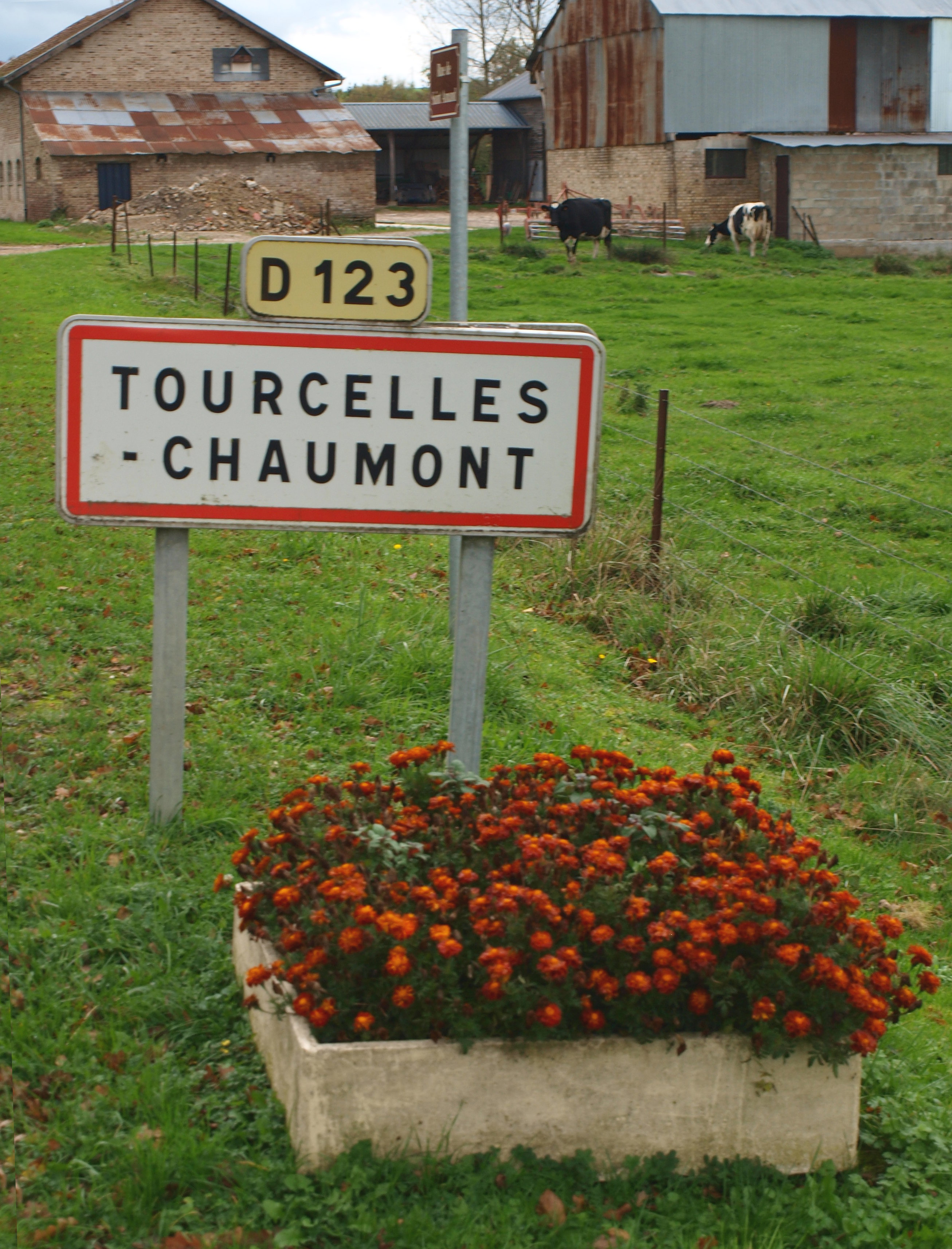
Entrée de Tourcelles-Chaumont.
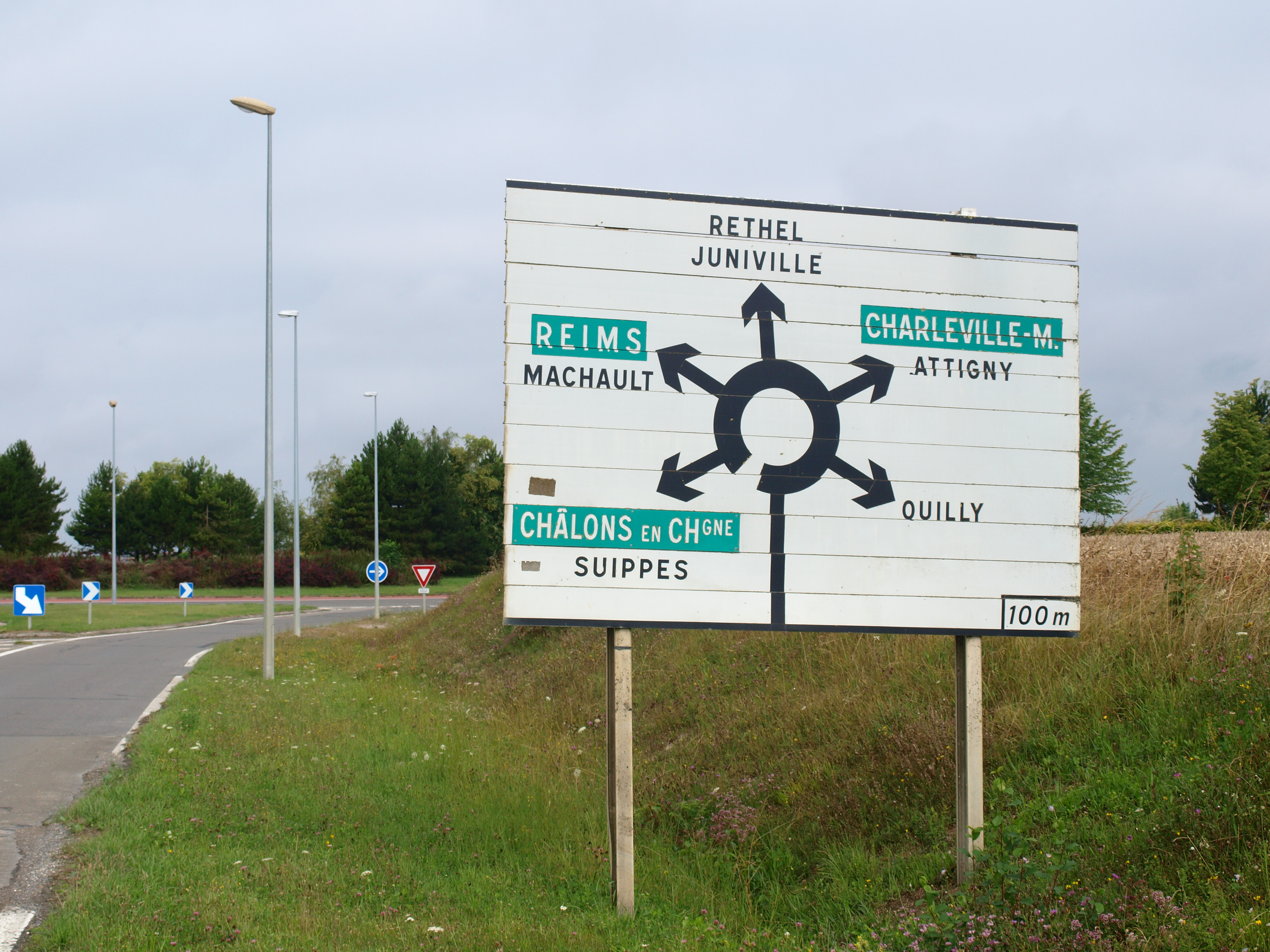
Le carrefour de Mazagran.

### Hydrographie
La commune est dans la région hydrographique « la Seine du confluent de l'Oise (inclus) à l'embouchure » au sein du bassin Seine-Normandie. Elle est drainée par la Muette et le Fossé le Chaufour,.

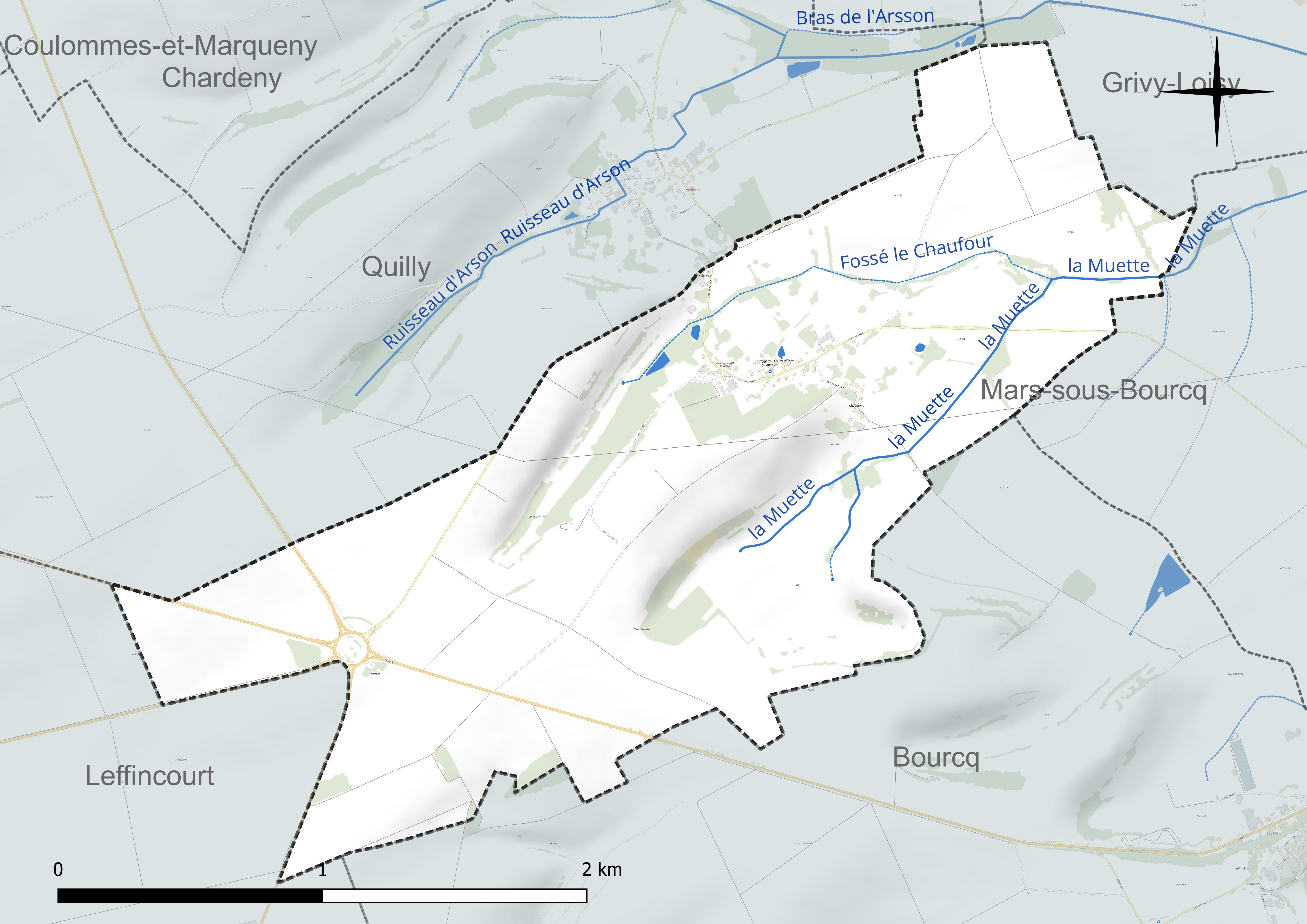
Réseau hydrographique de Tourcelles-Chaumont.

### Climat
Pour des articles plus généraux, voir Climat du Grand Est et Climat des Ardennes.
En 2010, le climat de la commune est de type climat des marges montargnardes, selon une étude du Centre national de la recherche scientifique s'appuyant sur une série de données couvrant la période 1971-2000. En 2020, Météo-France publie une typologie des climats de la France métropolitaine dans laquelle la commune est exposée à un climat océanique altéré et est dans la région climatique  Nord-est du bassin Parisien, caractérisée par un ensoleillement médiocre, une pluviométrie moyenne régulièrement répartie au cours de l’année et un hiver froid (3 °C). 
Pour la période 1971-2000, la température annuelle moyenne est de 10,3 °C, avec une amplitude thermique annuelle de 15,6 °C. Le cumul annuel moyen de précipitations est de 801 mm, avec 12,5 jours de précipitations en janvier et 8,9 jours en juillet. Pour la période 1991-2020, la température moyenne annuelle observée sur la station météorologique de Météo-France la plus proche, « Saulces-Champenoises », sur la commune de Saulces-Champenoises à 9 km à vol d'oiseau, est de 11,0 °C et le cumul annuel moyen de précipitations est de 691,6 mm. 
La température maximale relevée sur cette station est de 41,1 °C, atteinte le 25 juillet 2019 ; la température minimale est de −13,9 °C, atteinte le 7 février 2012,,. 
Les paramètres climatiques de la commune ont été estimés pour le milieu du siècle (2041-2070) selon différents scénarios d'émission de gaz à effet de serre à partir des nouvelles projections climatiques de référence DRIAS-2020. Ils sont consultables sur un site dédié publié par Météo-France en novembre 2022.

## Urbanisme

### Typologie
Au 1er janvier 2024, Tourcelles-Chaumont est catégorisée commune rurale à habitat dispersé, selon la nouvelle grille communale de densité à 7 niveaux définie par l'Insee en 2022.
Elle est située hors unité urbaine. Par ailleurs la commune fait partie de l'aire d'attraction de Vouziers, dont elle est une commune de la couronne,. Cette aire, qui regroupe 45 communes, est catégorisée dans les aires de moins de 50 000 habitants,.

### Occupation des sols
L'occupation des sols de la commune, telle qu'elle ressort de la base de données européenne d’occupation biophysique des sols Corine Land Cover (CLC), est marquée par l'importance des territoires agricoles (100 % en 2018), une proportion identique à celle de 1990 (100 %). La répartition détaillée en 2018 est la suivante : 
terres arables (69,8 %), prairies (21 %), zones agricoles hétérogènes (9,2 %). L'évolution de l’occupation des sols de la commune et de ses infrastructures peut être observée sur les différentes représentations cartographiques du territoire : la carte de Cassini (XVIIIe siècle), la carte d'état-major (1820-1866) et les cartes ou photos aériennes de l'IGN pour la période actuelle (1950 à aujourd'hui).

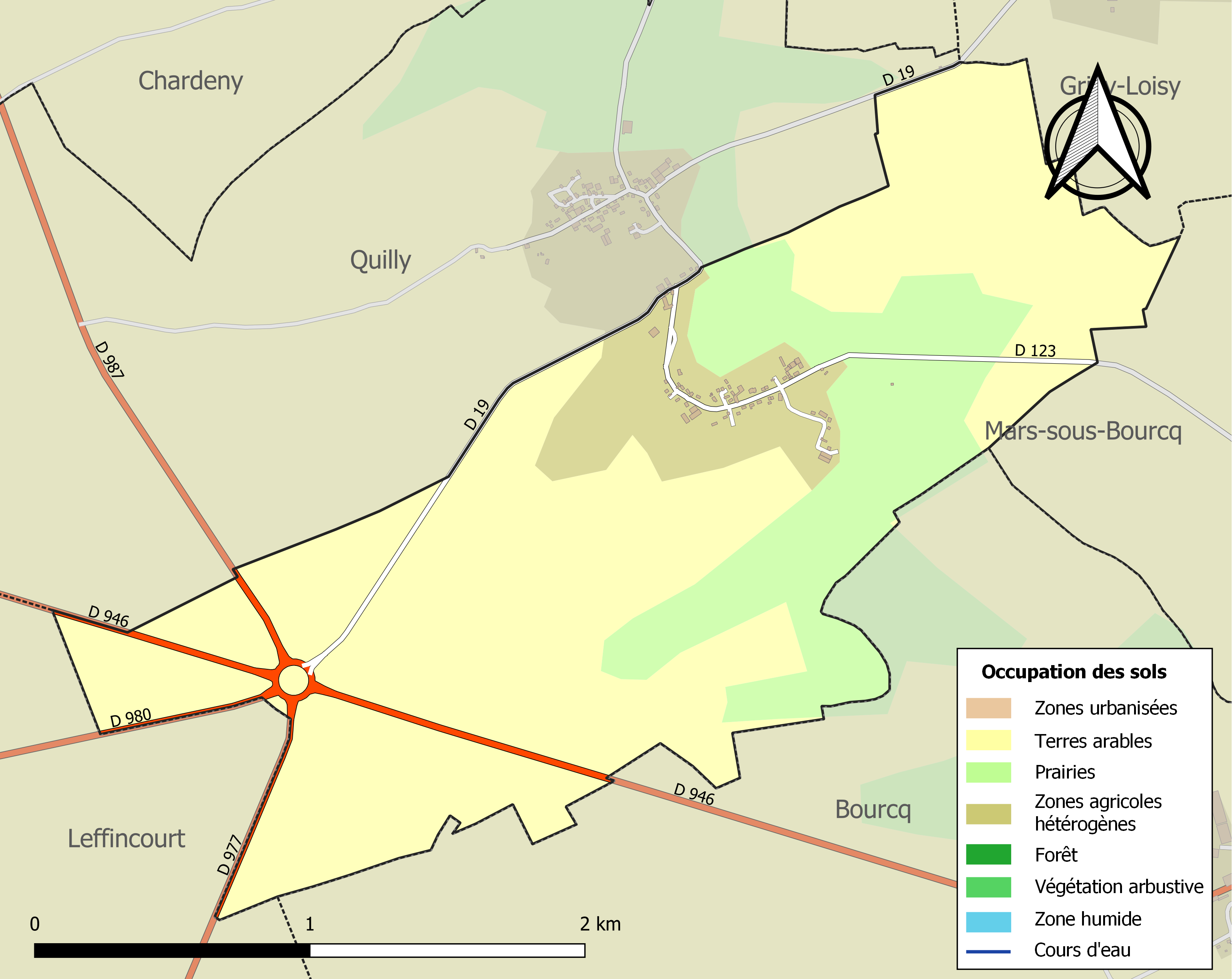
Carte des infrastructures et de l'occupation des sols de la commune en 2018 (CLC).

## Toponymie
Tourcelles : pluriel de l'oïl tourracelle « petite tour ».

Le nom de Tourcelles, bien qu'unique en France, s'insère à la perfection dans les toponymes romans d'une première et d'une seconde génération, il semble donc que Tourcelles constinue seul en France un type du latin vulgaire et qu'il témoigne d'une latinité qui s'est maintenue souvent contre les innovations du centre de la langue d'oïl qui, dans notre cas, seraient tourelle et tourette attestés (comme appellatifs) dès le XIIe siècle.
Chaumont : comme presque tous les Chaumont de France, il s'agit d'un « mont chauve »; issu du latin mons calvus / montem calvum[réf. nécessaire].

## Histoire
Sous l'ancien régime, Chaumont était la paroisse centre et Tourcelles, une annexe. Aussi peut-on lire dans des textes anciens, ou leur retranscription par des historiens, la mention de Chaumont et Tourcelles et plus rarement Chaumont-Tourcelles.
De 1828 à 1871, la commune fut regroupée dans la commune de Tourcelles-Chaumont-Quilly-et-Chardeny.

## Politique et administration
| Période                                  | Période                   | Identité                                          | Étiquette | Qualité  |
| ---------------------------------------- | ------------------------- | ------------------------------------------------- | --------- | -------- |
| 1864                                     | ?                         | Constant Vuarnesson                               |           |          |
| avant 1875                               | après 1876                | Gallot                                            |           |          |
| mars 2001                                | En cours (au 27 mai 2020) | Jacques Grosselin, Réélu pour le mandat 2020-2026 | DVD       | Retraité |
| Les données manquantes sont à compléter. |                           |                                                   |           |          |

## Démographie
L'évolution du nombre d'habitants est connue à travers les recensements de la population effectués dans la commune depuis 1793. Pour les communes de moins de 10 000 habitants, une enquête de recensement portant sur toute la population est réalisée tous les cinq ans, les populations de référence des années intermédiaires étant quant à elles estimées par interpolation ou extrapolation. Pour la commune, le premier recensement exhaustif entrant dans le cadre du nouveau dispositif a été réalisé en 2008.

En 2022, la commune comptait 87 habitants, en évolution de −6,45 % par rapport à 2016 (Ardennes : −2,97 %, France hors Mayotte : +2,11 %).
| 1793 | 1800 | 1806 | 1821 | 1831 | 1836 | 1841 | 1846 | 1851 |
| ---- | ---- | ---- | ---- | ---- | ---- | ---- | ---- | ---- |
| 183  | 148  | 159  | 196  | 500  | 552  | 553  | 555  | 536  |

| 1866 | 1872 | 1876 | 1881 | 1886 | 1891 | 1896 | 1901 | 1906 |
| ---- | ---- | ---- | ---- | ---- | ---- | ---- | ---- | ---- |
| 514  | 174  | 161  | 158  | 144  | 141  | 158  | 112  | 92   |

| 1911 | 1921 | 1926 | 1931 | 1936 | 1946 | 1954 | 1962 | 1968 |
| ---- | ---- | ---- | ---- | ---- | ---- | ---- | ---- | ---- |
| 96   | 74   | 67   | 61   | 66   | 71   | 49   | 68   | 67   |

| 1975 | 1982 | 1990 | 1999 | 2006 | 2008 | 2013 | 2018 | 2022 |
| ---- | ---- | ---- | ---- | ---- | ---- | ---- | ---- | ---- |
| 52   | 44   | 54   | 73   | 91   | 96   | 94   | 92   | 87   |

## Lieux et monuments
- Église Saint-Amand de Tourcelles-Chaumont, dont la nef daterait du  XIIIe siècle. Endommagée par un bombardement en 1940 et par des tempêtes au tournant de 2000, l'église possède un mobilier du XVIIIe siècle[24].
- Le village possédait deux châteaux. L'emplacement du premier est assez vaste et les anciens fossés sont encore visibles. Le tracé du parc et des avenues est toujours apparent.  L'autre château était appelé Chattio-Malo. Il s'élevait sur le plateau qui domine la vallée de Bourcq. La légende rapporte qu'il était habité par un mauvais seigneur ne vivant que de pillages et de meurtres. Saint-Ligy, par pitié pour les villageois, détruisit la forteresse d'un simple signe de croix ! D'entre les ruines jaillit alors une source bienfaisante dont les eaux passèrent pour la faculté de guérir de nombreuses maladies incurables. Un couvent remplaça le château.
- Mazagran (49° 23′ 35,76″ N, 4° 35′ 05,8″ E) est un lieu-dit de la commune de Tourcelles-Chaumont devenu un carrefour important entre les routes de Reims, Vouziers, Châlons-en-Champagne, Rethel et Charleville-Mézières. Le carrefour giratoire actuel de Mazagran marque la frontière naturelle entre la Champagne crayeuse ardennaise, aux vastes plaines agricoles, et l'Argonne ardennaise forestière et touristique. C'est à Mazagran que l'auteur André Dhôtel a situé son roman Le Plateau de Mazagran.

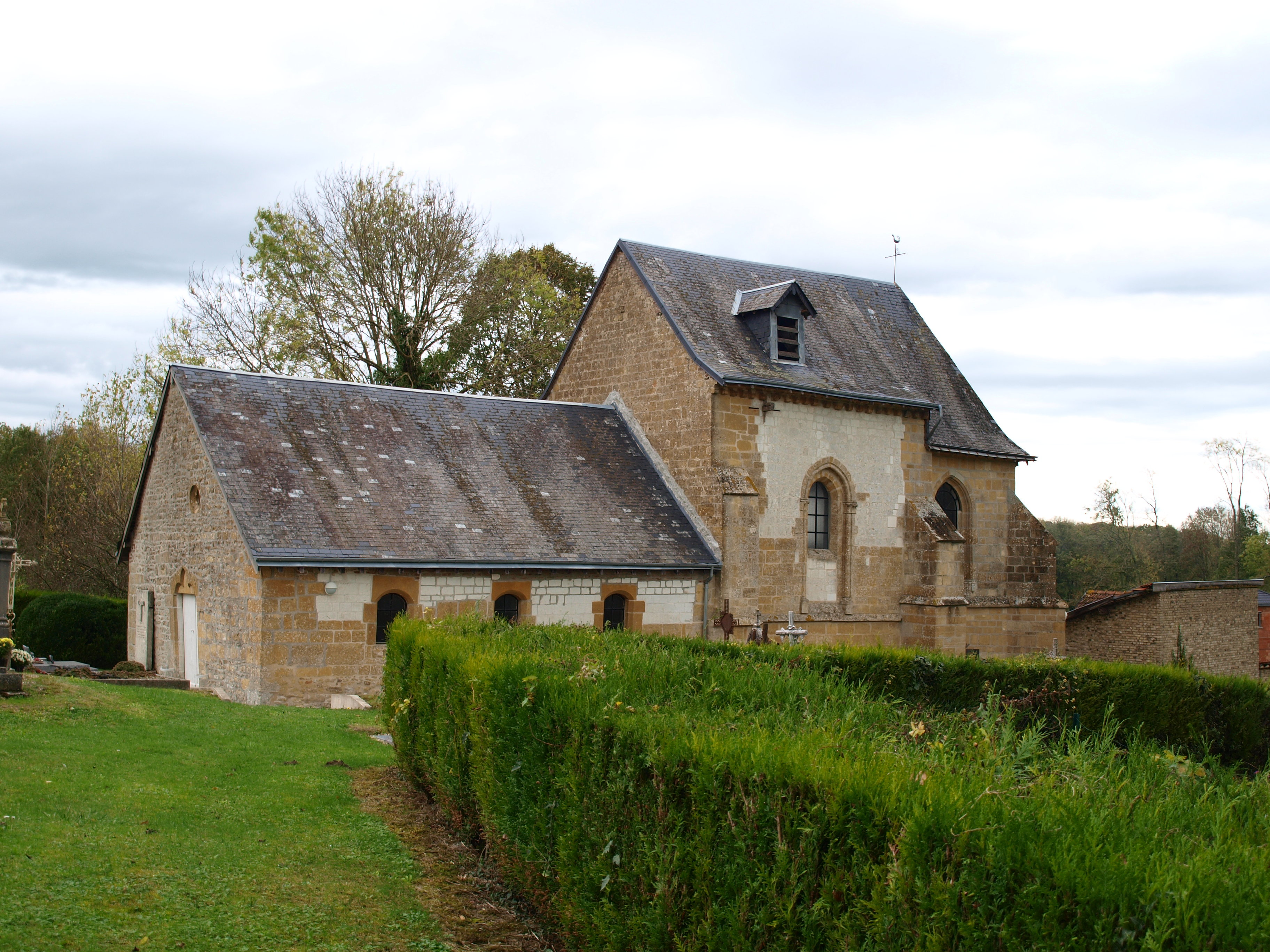
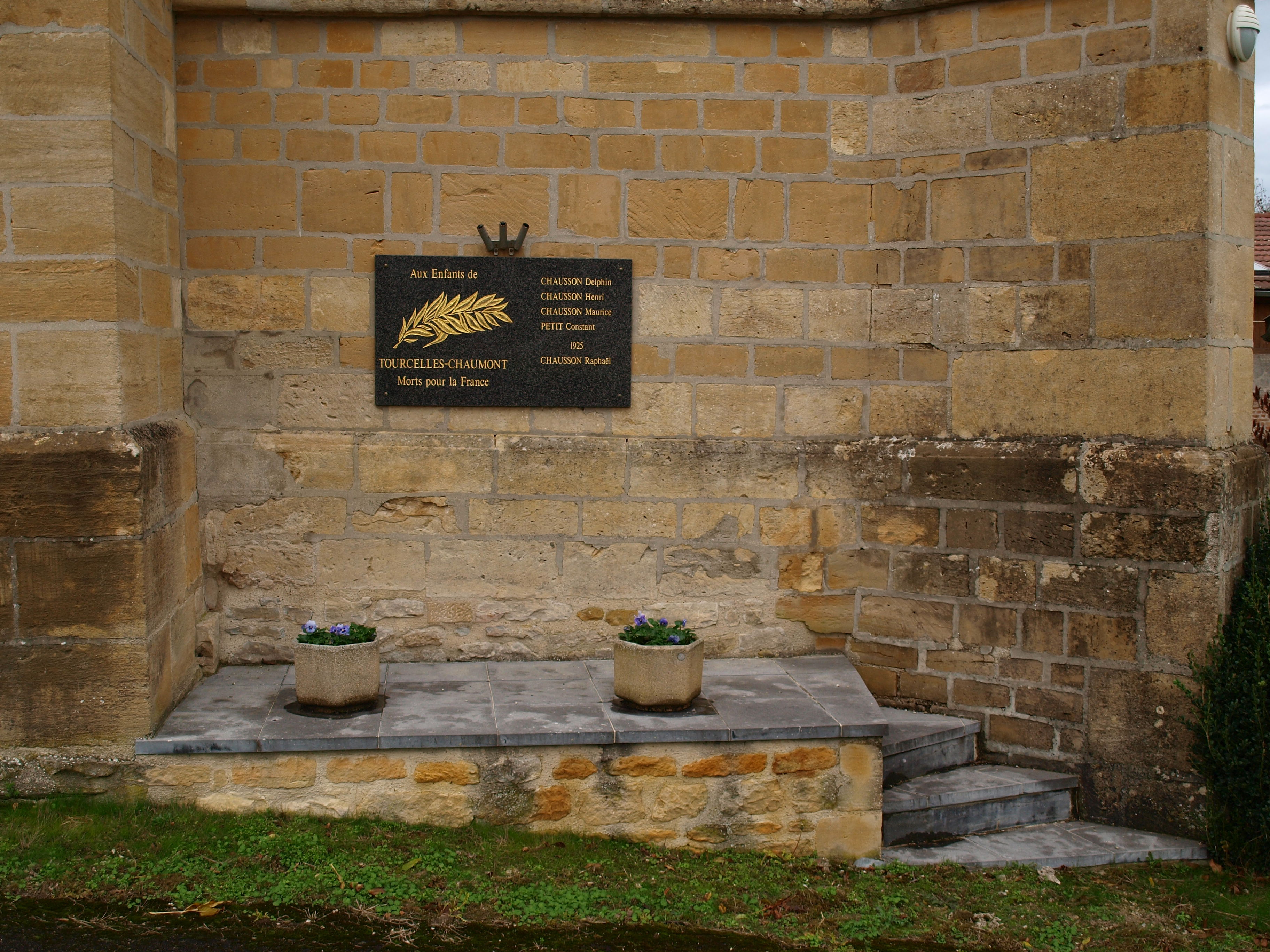
Monument aux morts.
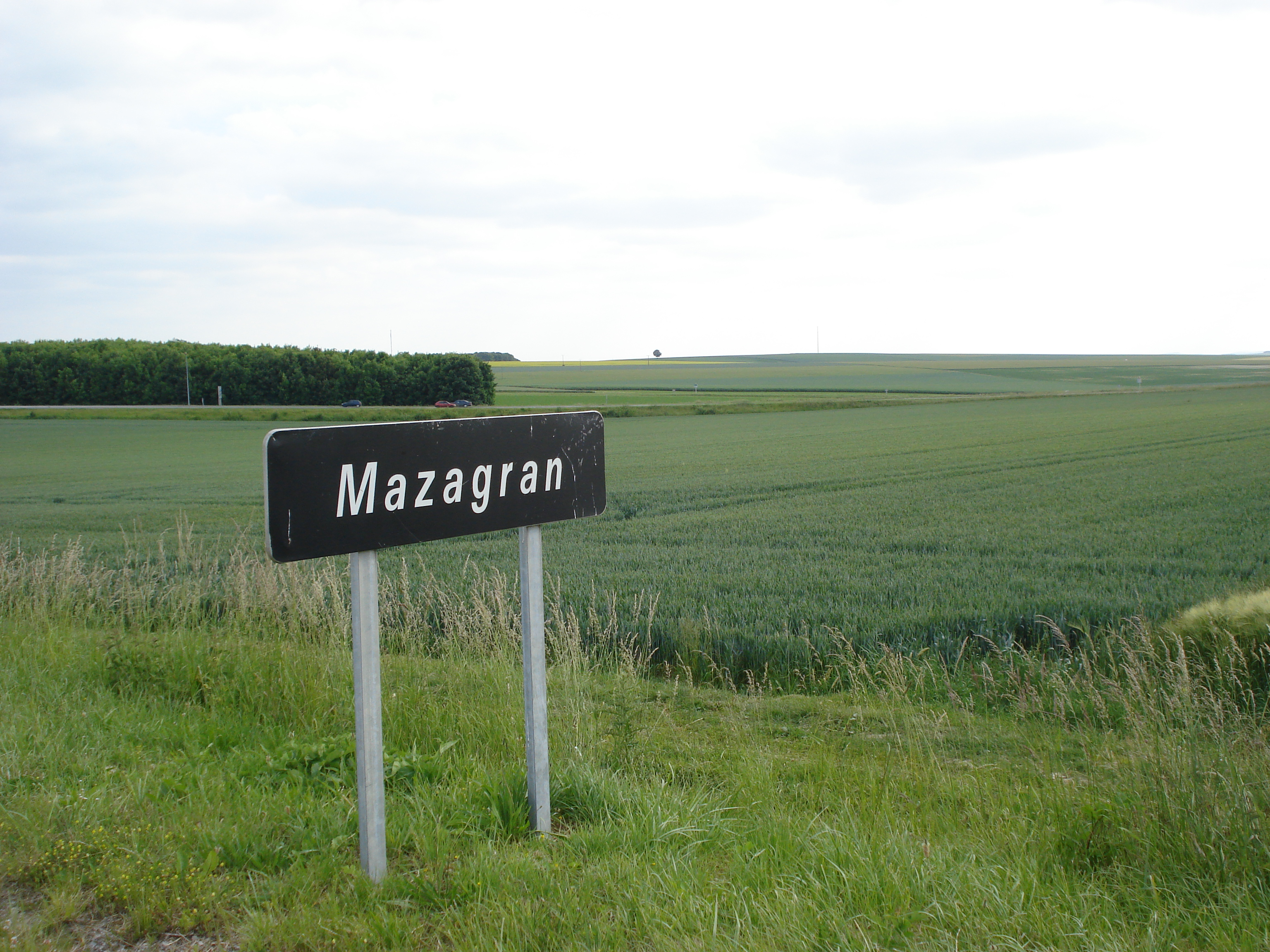
Mazagran, site du livre d'André Dhôtel : Le Plateau de Mazagran

## Héraldique
| Armes de Tourcelles-Chaumont | Les armes de Tourcelles-Chaumont se blasonnent ainsi : De gueules à la bande d’argent chargée en cœur d’une merlette de sable posée à plomb, accompagnée de deux coquilles du champ, ladite bande accompagnée en chef d’un râteau démanché de six dents d’or et en pointe d’une étoile du même. |